# Xã Beaulieu, Quận Mahnomen, Minnesota
Xã Beaulieu (tiếng Anh: Beaulieu Township) là một xã thuộc quận Mahnomen, tiểu bang Minnesota, Hoa Kỳ. Năm 2010, dân số của xã này là 108 người.